# Susie Castillo
Susie Castillo (nacida el 6 de enero de 1980 en Methuen) es una ex reina de belleza, ganadora del Miss USA 2003. También compitió en los certámenes Miss Teen USA y Miss Universo 2003. Castillo luego perseguiría una carrera en los medios de comunicación, apareciendo como VJ en el programa televisivo TRL de la cadena MTV.